# Abraham Raimbach
Abraham Raimbach (16 de febrero de 1776 - 17 de enero de 1843) fue un grabador inglés de ascendencia suiza.
Nació en Cecil Court en la parte oeste de Londres. Estudió en la Archbishop Tenison Library School, fue aprendiz de J. Hall de 1789 a 1796. Por nueve años, parte de su tiempo de trabajo lo dedicó al estudio del dibujo en la Royal Academy y en realizar grabados ocasionales para vendedores de biblios, mientras su tiempo de ocio lo invertía en hacer retratos en miniatura. Habiendo formado una intimidad con Sir David Wilkie, Raimbach en 1812 comenzó el grabado de algunas de las mejores ilustraciones de Wilkie. Para su muerte, sostuvo una medalla de oro que se le otorgó por su Village Politicians en la exhibición de París en 1814. Fue elegido miembro del Institut de France en 1835.